# سد بنگ لنگ
سد بنگ لنگ (به لاتین: Bang Lang Dam) یک سد در تایلند است که در Khuean Bang Lang واقع شده‌است.